# 명서중학교
명서중학교(明西中學校)는 대한민국 경상남도 창원시 의창구 명서동에 있는 공립 중학교이다.

## 학교 연혁
- 1991년 3월 25일 : 명서중학교 36학급 설립 인가
- 1992년 3월 1일 : 초대 김수곤 교장 취임
- 1992년 3월 5일 : 제1회 입학식 (남 310명, 여 310명)
- 2005년 8월 23일 : 학교 도서관(명서오름들) 개관
- 2010년 2월 8일 : 학교 체육관(명서체육관) 개관
- 2023년 1월 4일 : 제29회 졸업식(졸업생 139명, 누계 10,883명)
- 2023년 3월 1일 : 제14대 정득수 교장 취임
- 2023년 3월 2일 :  제32회 입학식(5학급 남 68명, 여 81명 계 149명)

## 참고 자료
- 명서중학교 - 한국교육학술정보원 학교알리미